# やなせ (小惑星)
やなせ (46643 Yanase) は、太陽系の小惑星のひとつ。火星と木星の間の軌道を公転している。1995年に愛媛県久万町（現久万高原町）の久万高原天体観測館で発見され、2003年に命名された。

## 命名
この小惑星の名はテレビアニメでも著名な『アンパンマン』の原作者であるやなせたかしに因むものである。またアンパンマンの名前も、別の小惑星に「(46737) アンパンマン」として同時に命名されている。